# Cartodiplosis nyssaecola
Cartodiplosis nyssaecola är en tvåvingeart som först beskrevs av Beutenmuller 1907.  Cartodiplosis nyssaecola ingår i släktet Cartodiplosis och familjen gallmyggor. Inga underarter finns listade i Catalogue of Life.